# Lomtjärnen (Norsjö socken, Västerbotten, 722209-165620)
Lomtjärnen är en sjö i Norsjö kommun i Västerbotten och ingår i Skellefteälvens huvudavrinningsområde.